# Aber Vati!
Aber Vati! ist eine vierteilige Fernsehkomödie der DDR aus den Jahren 1974 und 1979.

## Handlung
Die Filmreihe handelt von dem alleinerziehenden Vater Erwin Mai und seinen Zwillingen Kalle und Kulle.

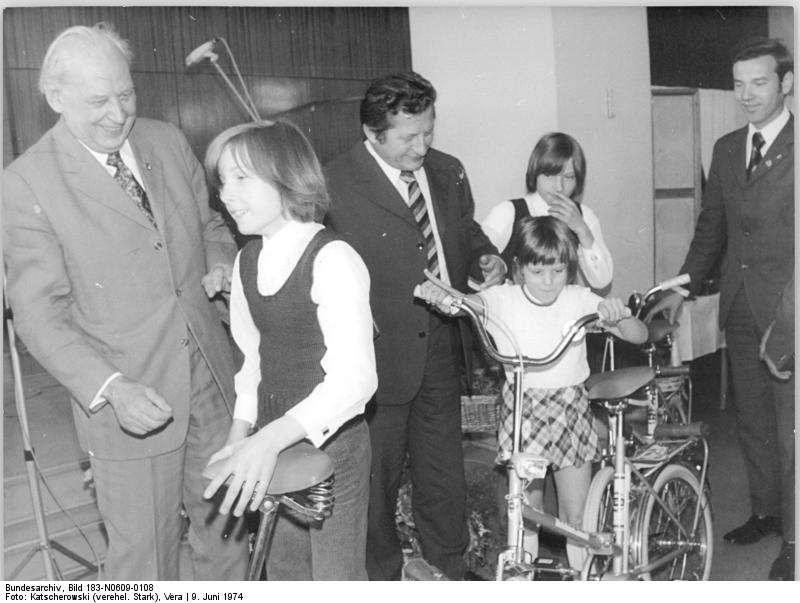
Erik S. Klein und die Kinderdarsteller des Films bei der Verleihung des Kunstpreises des FDGB im Jahre 1974

Erwin Mai lebt in Ost-Berlin, ist seit einiger Zeit Witwer und weigert sich zunächst entschieden, das Risiko einer Ehe ein zweites Mal einzugehen. Jedoch wird er auf die Dauer allein mit seinen beiden Söhnen nicht fertig. Zwar helfen ihm seine Schwester Elsbeth und deren Mann Bruno. Doch die wenigen Stunden reichen nicht aus, um den Zwillingen ihre Flausen auszutreiben. Getrieben von Langeweile und Einfallsreichtum hecken beide immer wieder neue Streiche aus, die auch die Nachbarn der Familie Mai zu spüren bekommen.
Erwin muss einsehen, dass er es allein nicht schaffen kann, seine Zwillinge Kalle und Kulle zur Vernunft zu bringen. Und so begibt er sich in das Abenteuer, eine Frau zu finden. Auf einer Dienstreise nach Karl-Marx-Stadt begegnet er im Zug der Zahnarzthelferin Sibylle Schultze. Beide kommen sich rasch näher. Doch auf dem Bahnhof in Karl-Marx-Stadt bleibt Erwin mit seinen Koffern allein, seine Zwillinge in Berlin jedoch treffen auf Monika Büttner.
Sie lässt die beiden ohne Geld Karussell fahren und beide sind sich einig, dass sie die geeignete Frau für den Vater wäre. Dass Monika noch eine Tochter Fränze hat, scheint die beiden erstmal nicht zu stören. Es bedarf allerdings noch einiger Überzeugung und Nachhilfe durch die beiden Jungen, bis ihr Vater mit Monika anbandelt. Später heiraten Erwin und Monika. Sie ziehen nach Grünfelde und bekommen eine gemeinsame Tochter, Sophia.

## Produktion
Aber Vati! besteht aus vier Teilen: Vati will nicht heiraten, Vati will heiraten, Vati hat geheiratet und Fünf Jahre danach. Das Szenenbild stammt von Hans-Jörg Mirr, die Kostüme schuf Maria Welzig. Der Film erlebte ab dem 1. Januar 1974 auf DFF 1 seine Fernsehpremiere in der DDR. Die Premierendaten der weiteren Teile waren der 4. und 6. Januar 1974. Im Jahr 2010 erschien Aber Vati! im Rahmen der Reihe DDR TV-Archiv von Icestorm auf DVD.
Vier Jahre nach Ausstrahlung des Dreiteilers wurde eine Fortsetzung unter dem Titel Aber Vati! – Fünf Jahre danach gedreht. Der Film hatte am 25. August 1979 im Fernsehen der DDR seine Premiere. Hermann Rodigast und Klaus Gendries, der bei allen vier Filmen die Regie führte, haben das Buch und das Drehbuch gemeinsam geschrieben.

## Kritik
Der film-dienst nannte Aber Vati! eine „Lebhafte Komödie um einen Witwer mit Zwillingen, der sich entschließt, wieder zu heiraten. […] Heiterer Fernsehfilm.“